# ナフコ (スーパーマーケット)

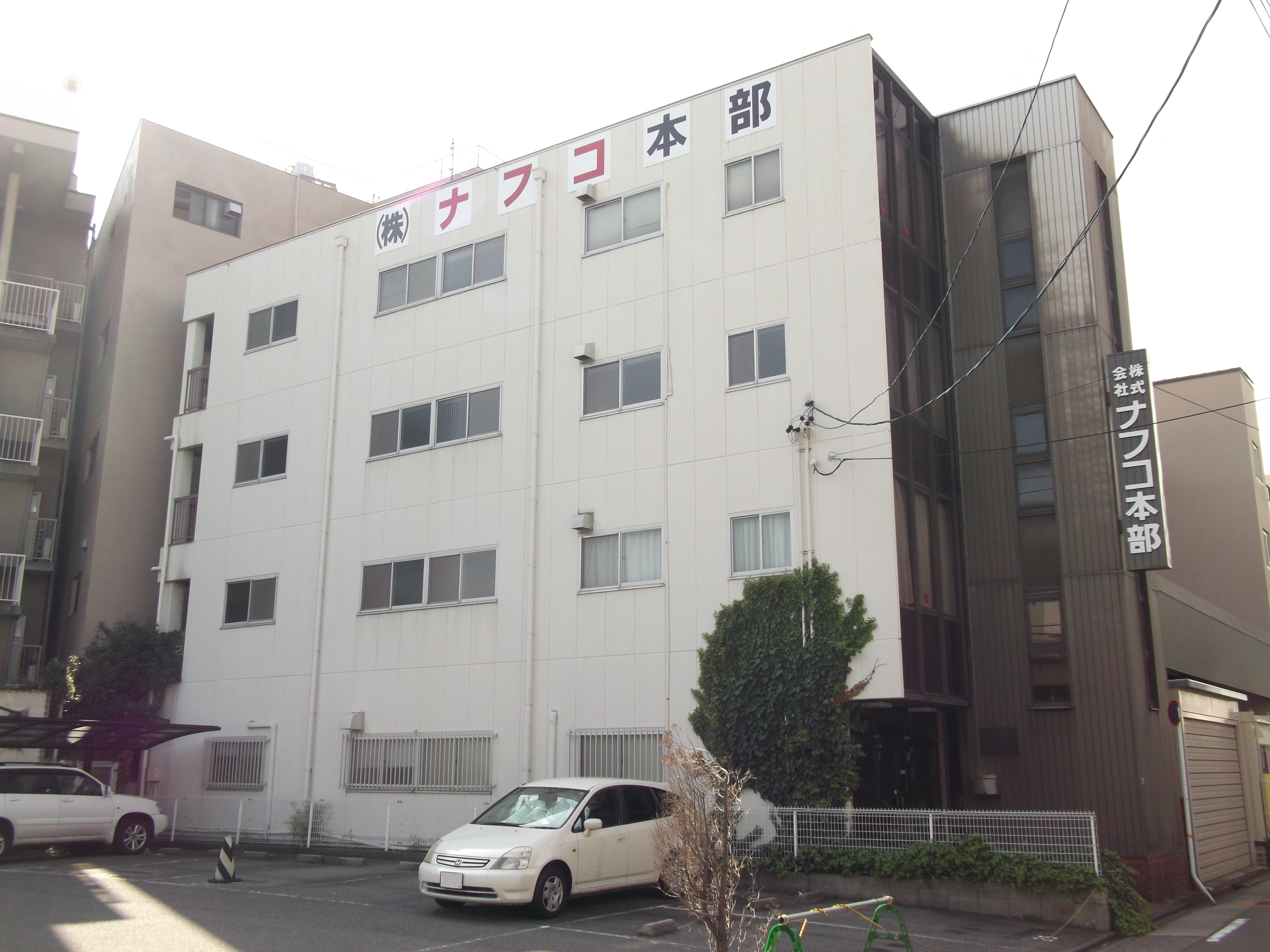
協同組合ナフコチェーン本部・ナフコ本社（2014年10月）

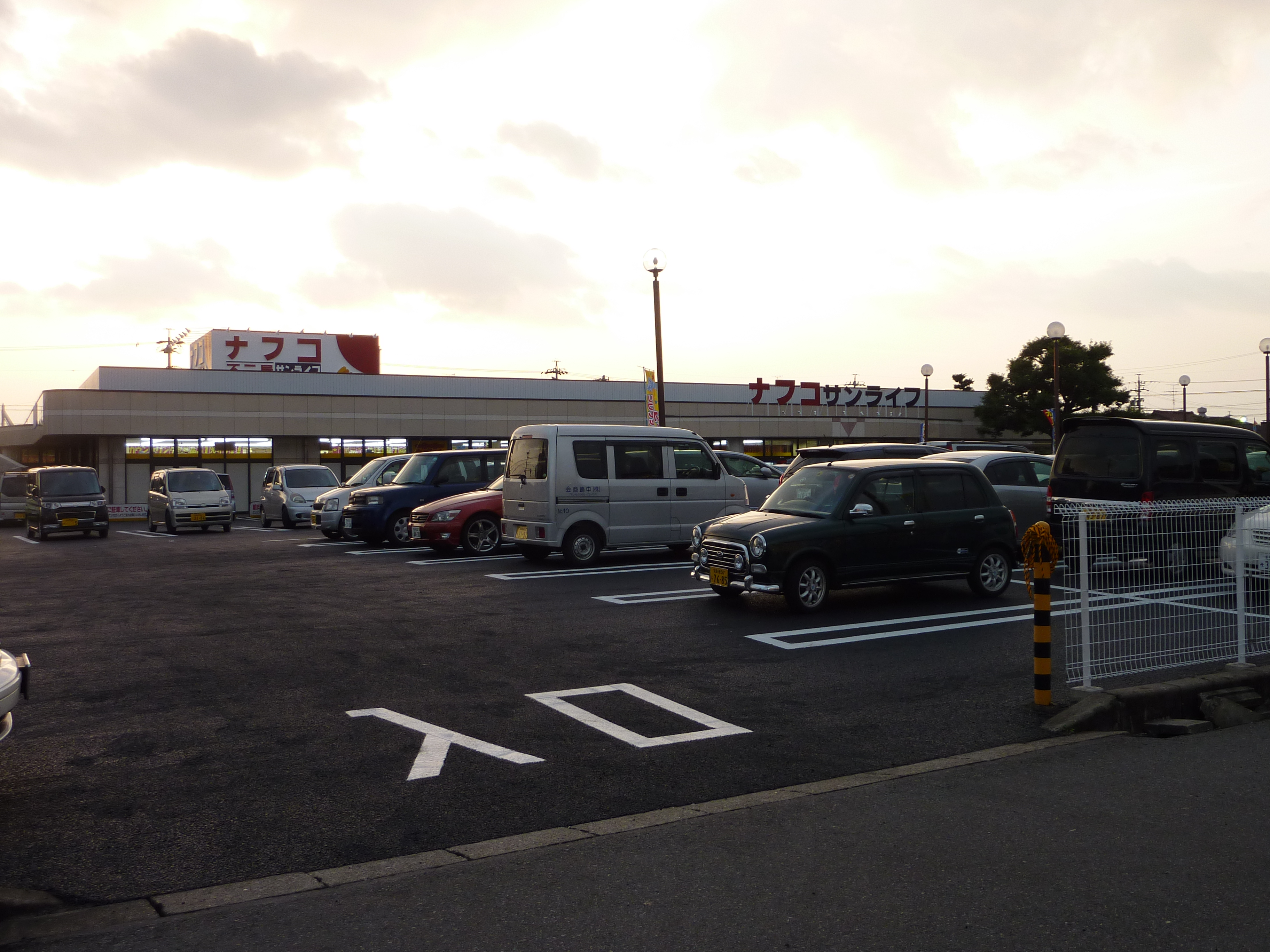
ナフコ不二屋サンライフ店（愛知県春日井市）

ナフコ (NAFUCO) は、愛知県下の独立企業3社によるスーパーマーケットのボランタリー・チェーン。本部を愛知県名古屋市熱田区川並町4-25に置く。加盟企業は「ナフコ」のストアブランドを使用する。

## 概要
1963年（昭和38年）3月25日に名古屋フードスーパーチェーンを結成したのが始まりで、本部は名古屋乾物内に置かれていた。
1970年（昭和45年）9月22日に資本金700万円で株式会社ナゴヤフードを設立し、1978年（昭和53年）に株式会社ナフコに商号を変更した。
1997年（平成9年）に9社が加盟しており、同末時点では愛知県内で90店舗以上を構えて売上高約1500億円を上げていた。
2001年（平成13年）3月末にナフコカニエが脱退してフィールコーポレーションとして分離独立し、ナフコチェーンは65店舗に減少。
2006年（平成18年）5月にマックスバリュ中部がナフコはせ川を事実上買収して子会社化、同社の21店舗が離脱し）、取引先で組織していたナフコ会も同社の離脱の影響で20社が退会した。
2010年（平成22年）1月21日にCGCに加盟し、当社のプライベートブランド商品は約100品目の他にCGCのPB商品を導入することで競争力の強化を目指した。

### 関連組織
以下の関連組織があったが、2017年（平成29年）8月30日付で清算結了した。
- 株式会社ナフコ（法人番号：3180001022510）
- 協同組合ナフコチェーン（法人番号：3180005004455） - 共同購買や清算を行っていた。

### 同名のホームセンター
愛知県内でも展開しているホームセンターのナフコ（本社は福岡県北九州市、こちらのアルファベット表記は「NAFCO」で「U」がない）とは関係がない。2021年当初現在、名古屋市守山区に双方の「ナフコ守山店」（当グループの店舗は不二屋運営）が、犬山市に双方の「ナフコ犬山店」（当グループの店舗はトミダ運営）が所在する。

## 沿革
- 1935年（昭和10年） - うおときフードが創業[15]。
- 1946年（昭和21年）
  - 10月 - 不二屋商店（現：不二屋）が創業[広報 1]。
  - 月日不明 - 蟹江商店が創業[16]。
  - 月日不明 - 丹羽金商店が創業[17]。
- 1947年（昭和22年） - 富田一美により山美富田商店（現：トミダ）が創業[広報 2]。
- 1949年（昭和24年）12月 - 株式会社ヤオトヨが創業[18]。
- 1952年（昭和27年）10月27日 - 株式会社吉川屋を設立[19]。
- 1953年（昭和28年）7月1日 - 株式会社はせ川フードを設立[20]。
- 1955年（昭和30年）
  - 12月 -  株式会社はせ川フードを設立[21][22]。
  - 12月 - 株式会社不二屋商店を設立[23]。
- 1961年（昭和36年） - 前身の名古屋フードスーパーチェーンを結成[広報 1]。
- 1962年（昭和37年） - 流れを汲んでナフコチェーンを結成[広報 2]。
- 1965年（昭和40年）3月 - 株式会社丹羽金商店を設立して法人化[24]。
- 1966年（昭和41年）11月 - シマヤストアー有限会社を設立[25]。
- 1969年（昭和44年）9月 - 蟹江商店が株式会社スーパーカニエとして法人化[26]。
- 1970年（昭和45年）9月22日 - 資本金700万円で株式会社ナゴヤフードを設立[1]。
- 1973年（昭和48年）
  - 3月 - 株式会社うおときフード'を設立して法人化[27]。
  - 9月 - 株式会社とみだを設立して法人化[28]。
- 1975年（昭和50年）10月 - 株式会社ナフコオガワヤを設立[29]。
- 1978年（昭和53年） - 株式会社ナゴヤフードが株式会社ナフコに商号を変更[1]。
- 1980年（昭和55年） - 有限会社ナフコのだやが創業[30]。
- 2001年（平成13年）3月末[8] - ナフコカニエが脱退してフィールコーポレーションとして分離独立し、ナフコチェーンは65店舗に減少[9]。
- 2006年（平成18年）
  - 5月 - マックスバリュ中部がナフコはせ川を子会社化[10]（21店舗[11]）。
  - 6月30日 - ナフコはせ川が脱退。[要出典]
- 2010年（平成22年）
  - 1月21日 - CGCに加盟[13]（傘下の各法人もCGCグループに加盟）[要出典]。
  - 5月13日 - うおときフードが倒産により脱退[31]。
- 2013年（平成25年）
  - 5月 - ナフコヤオトヨが脱退。[要出典]
  - 月日不明 - ナフコニワキンがラクエツに改名[32]。
- 2014年（平成26年）2月4日 - ラクエツが事業停止[32]。
- 2016年（平成28年） - CGCから離脱。トミダ、野田屋もCGCから離脱。不二屋はCGCに留まる。[要出典]
- 2017年（平成29年）8月30日 - 株式会社ナフコおよび協同組合ナフコ・チェーンの清算が結了。[要出典]

## 加盟企業
- 不二屋（本社：愛知県名古屋市東区東大曽根町）[広報 3]
  - 本部は愛知県春日井市の春日井店に併設している[広報 1]。日本スーパーマーケット協会 (JSA) にも加盟。
  - 2015年（平成27年）7月時点でナフコで最大の25店舗を展開していた[33]。
- トミダ（本社：愛知県名古屋市北区杉栄町）[広報 3]
- 野田屋（本社：愛知県名古屋市港区浜）[広報 3]

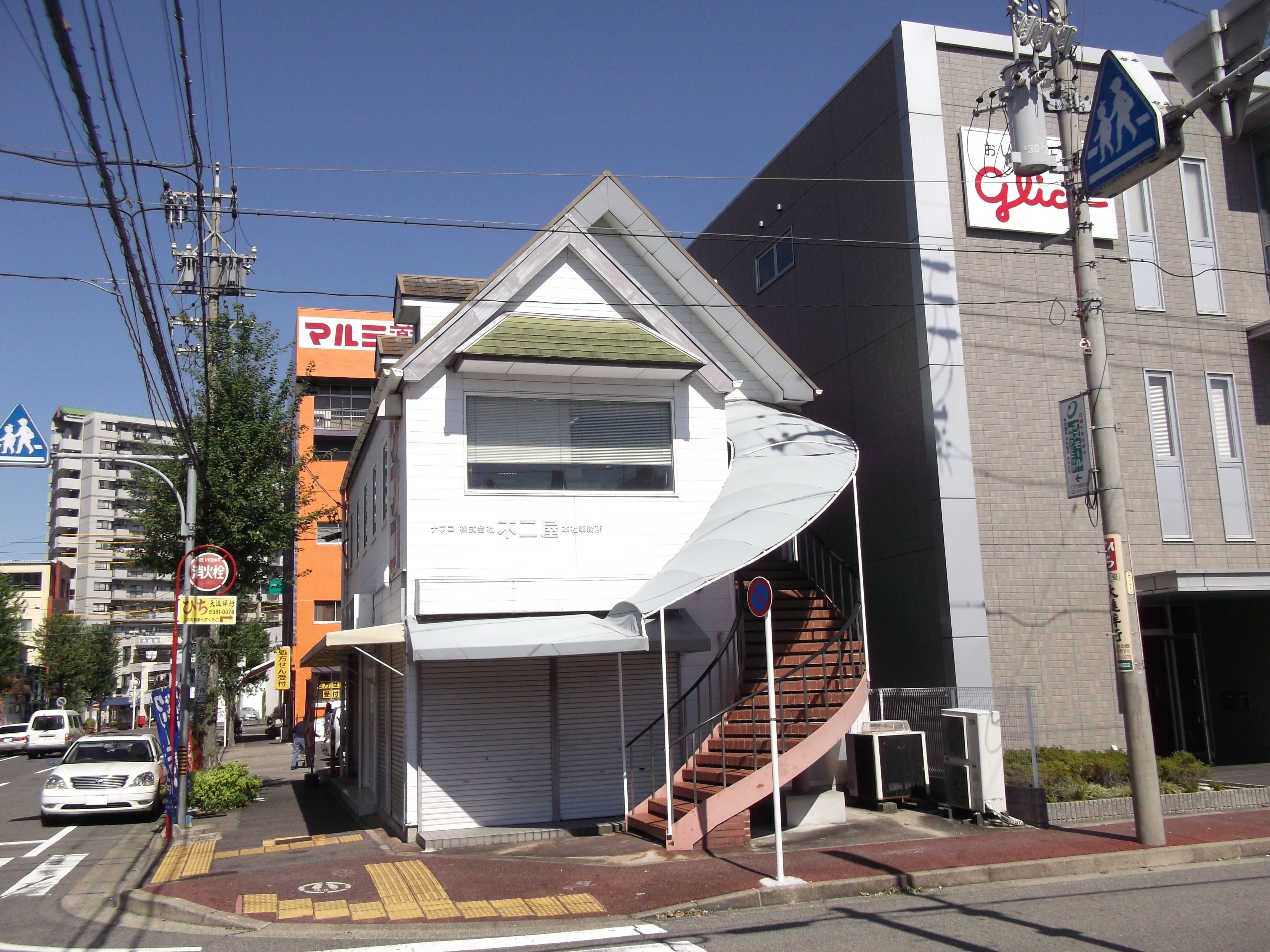
不二屋本社（2014年10月）
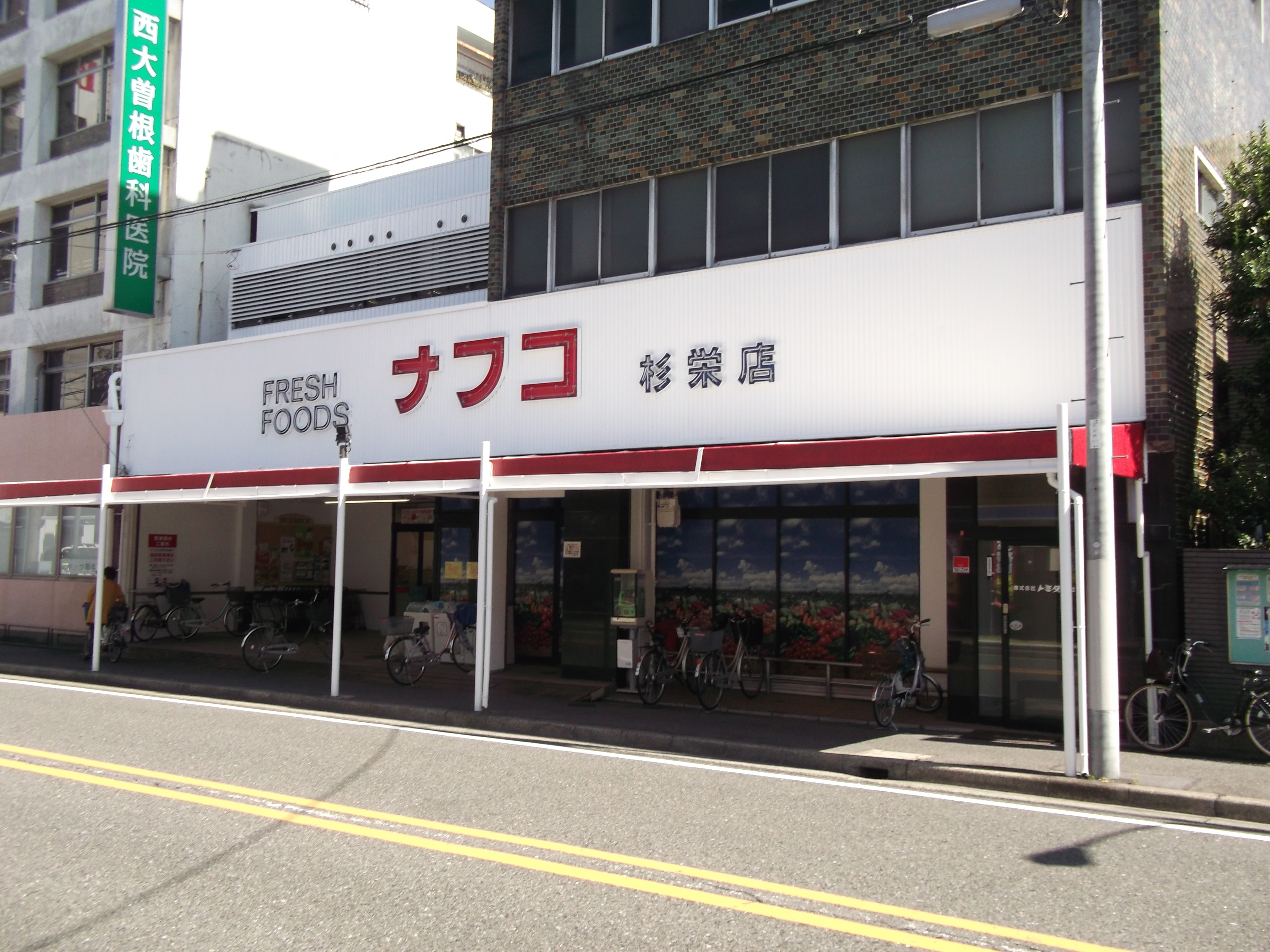
ナフコトミダ杉栄店・トミダ本社（2014年10月）

## 店舗一覧

### 名古屋市(13店舗)

#### 熱田区(1店舗)
- T熱田店・・・四番1丁目17-5

#### 東区(1店舗)
- F大曽根店・・・東大曽根町21-3

#### 北区(2店舗)
- T瑠璃光店・・・瑠璃光町4丁目2-1
- T杉栄店・・・杉栄町2丁目48

#### 千種区(1店舗)
- T春岡店・・・春岡通7丁目45

#### 名東区(1店舗)
- F引山店・・・引山3丁目542

#### 守山区(3店舗)
- F守山店・・・森宮町258
- F小幡緑地店・・・小幡3丁目7-12
- F喜多山店・・・小幡5丁目14-30

#### 中村区(1店舗)
- T千成店・・・名西通2丁目6

#### 港区(3店舗)
- F当知店・・・明正1丁目234
- F宝神店・・・稲永5丁目11-1
- N野田屋・・・浜2丁目2-3　※2025年現在日曜日と祝日は定休日

### 尾張(17店舗)

#### 一宮市(1店舗)
- F木曽川店・・・木曽川町黒田二ノ通り44-1

#### 犬山市(1店舗)
- T犬山店・・・羽黒新田下蝉屋9-2

#### 小牧市(2店舗)
- F小牧二重堀店・・・二重堀中西浦797
- F桃花台店・・・高根2丁目84-3

#### 春日井市(8店舗)
- F坂下店・・・坂下町4丁目613
- F岩野店・・・岩野町2丁目13-11
- F春日井店・・・六軒屋町5丁目29
- Fサンライフ店・・・美濃町2丁目15
- F勝川店・・・旭町4丁目11
- F石尾台店・・・石尾台1丁目2-5
- F生鮮下津市場・・・下津町北島210　毎週水曜定休日
- T貴船店・・・貴船町21

#### 尾張旭市(1店舗)
- T尾張旭店・・・城前町1丁目8-15

#### 北名古屋市(2店舗)
- T師勝店・・・久地野権現5-1
- T中央店・・・熊之庄御榊11-1

#### あま市(2店舗)
- T七宝店・・・七宝町桂親田35-1
- T木田店・・・木田東新赤坪39

### かつての加盟企業
- ナフコカニエ - 現：フィールコーポレーション。
- ナフコはせ川 - マックスバリュ中部の子会社となりナフコを離脱後、マックスバリュ名古屋に改称、その後の合併によりマックスバリュ中部→マックスバリュ東海の一部となる。
- うおときフード - 1935年（昭和10年）創業[15]。2010年（平成22年）5月に自己破産[31]。
- 株式会社ヤオトヨ（名古屋市緑区大高町北鶴田66-1[18]）
- ラクエツ（旧ナフコニワキン） - 2014年（平成26年）2月に自己破産[32]
- 株式会社吉川屋（名古屋市東区車道町6-8[19]）
- シマヤストアー有限会社（名古屋市南区芝町14-2[25]）
- 株式会社山登美（名古屋市中川区西日置町10-34[5]）
- 大忠商店（名古屋市中川区西日置町8-5[5]）
- 水野商店（名古屋市中川区西日置町5-1[5]）
- 河合商店（名古屋市中川区八熊本通り1-15[5]）
- 藤井商店（名古屋市中川区八熊町井桁畔[5]）
- 中野商店（名古屋市瑞穂区瑞穂通1-8[5]）
- 松原商店（名古屋市瑞穂区大喜新町2-2[5]）
- ナフコヤマタケ（名古屋市港区土古町4丁目19）
- ナフコオガワヤ（小牧市村中1218[29]）
- 有限会社冨士センター（春日井市前並町左右分80-1[34]）

#### 広報資料・プレスリリースなど一次資料
1. 1 2 3  不二屋. “会社情報”. 2020年9月29日閲覧。
2. 1 2  トミダ. “会社情報”. 2020年9月29日閲覧。
3. 1 2 3  ナフコ. “加盟企業”. 2016年6月17日時点のオリジナルよりアーカイブ。2020年9月29日閲覧。